# 불가리아 국립은행
불가리아 국립은행(불가리아어: Българска народна банка 벌가르스카 나로드나 반카)는 불가리아의 중앙은행이다. 본점은 소피아에 있다. 1879년 1월 25일에 설립되었으며 세계에서 가장 오래된 중앙은행 가운데 하나이다. 불가리아에서 주화와 지폐를 발행하는 독립적이고 독보적인 기관이며 은행 운영 부문을 감독하고 규제하며 정부의 통화 정책 및 통화고를 주관한다. 불가리아 조폐소의 담당 기구이기도 하다.

## 본부
불가리아 국립은행의 본부는 소피아의 중심인 바텐베르크 광장에 위치해 있다. 현재 건물은 저명한 건축가인 이반 바실유프, 디미타르 트솔로프가 맡아 1935년에서 1939년까지 지어져 신고전주의 양식을 본떴다. 장식을 많이 하지 않았으며 3,700 m²의 면적이다. 내부 장식은 이반 펜코프와 덴코 우즈노프가 디자인했다.

## 같이 보기
- 불가리아의 경제
- 불가리아 레프
- 불가리아의 은행 목록

## 참조
- (불가리아어) Сградата на БНБ респектира със строга красота